# Brochantita
La brochantita, també coneguda com a konigita o waringtonita, és un mineral de la classe dels sulfats que rep el seu nom del seu descobridor, el geòleg i mineralogista  francès André-Jean-François-Marie Brochant de Villiers (1772 - 1840). La localitat tipus d'aquesta espècie prové dels dipòsits de coure de Mednorudyanskoye, als Urals, Rússia.

## Propietats
La seva fórmula química és Cu₄SO₄(OH)₆. Els cristalls de brochantita poden variar des del verd maragda al negre-verd o al blau-verd, i poden ser aciculars o prismàtics. Es pot confondre també amb l'antlerita un altre sulfat de coure molt poc comú.
Segons la classificació de Nickel-Strunz, la brochantita pertany a «07.BB: Sulfats (selenats, etc.) amb anions addicionals, sense H₂O, amb cations de mida mitjana» juntament amb els següents minerals: caminita, hauckita, antlerita, dolerofanita, vergasovaita, klebelsbergita, schuetteita, paraotwayita, xocomecatlita, pauflerita i grandviewita.

## Formació
Es forma en climes àrids o en dipòsits de sulfurs de coure ràpidament oxidats. La brochantita és sovint associada amb minerals com la malaquita, l'atzurita i la langita, amb els quals pot formar pseudomorfs, i s'altera a crisocol·la. També s'associa a la tenorita, la linarita i la cuprita. Les varietats aciculars es poden confondre amb la dioptasa.
Als territoris de parla catalana ha estat descrita a la mina «Iris 18» d'Escornalbou, a Riudecanyes (Baix Camp, Tarragona) i a les mines de Can Magre (Vidreres, Girona).